# Meitantei Conanː Seikimatsu no Majutsushi
Meitantei Conanː Seikimatsu no Majutsushi  (名探偵コナン　世紀末の魔術師?), conocida como Detective Conan: El Último Mago en España y Detective Conan: El Mago de Fin de Siglo en Hispanoamérica, es el título del tercer largometraje de la serie de anime y manga Detective Conan estrenado en Japón el 17 de abril del 1999. La película fue doblada por el estudio AEDEA. Su estreno en Argentina fue el 5 de marzo de 2014 y el 13 de mayo en Chile.
En España la película fue adquirida por la productora de la serie Arait Multimedia, en Argentina por DSX Films y en Chile por Editorial Edisur.

## Música
- El ending de la película es “One” del grupo B´z.
- Los temas insertados son: "I'll Be There", "Kimi ga ireba" (Seikimatsu version), "Ai wa itsumo".

## Voces
| Personaje           | Voz Japonesa       | Voz Española          | Voz Hispanoamérica   |
| ------------------- | ------------------ | --------------------- | -------------------- |
| Shinichi Kudo       | Kappei Yamaguchi   | Juan Navarro          | Rodrigo Saavedra     |
| Conan Edogawa       | Takayama Minami    | Diana Torres          | Consuelo Pizarro     |
| Ran Mouri           | Wakana Yamazaki    | Carolina Tak          | Jessica Toledo       |
| Kogoro Mouri        | Akira Kamiya       | Angel Amorós          | Sergio Schmied       |
| Profesor Agasa      | Kenichi Ogata      | Salvador Serrano      | Mario Santander      |
| Inspector Megure    | Chafūrin           | Francisco Valdivia    | Rubén González       |
| Detective Shiratori | Kaneto Shiozawa    | Miguel Ángel del Hoyo | Orlando Alfaro       |
| Genta Kojima        | Wataru Takagi      | José Carabias         | Alberto Salas        |
| Ayumi Yoshida       | Yukiko Iwai        | Marta Sáinz           | Ximena Marchant      |
| Mitsuhiko Tsubaraya | Ikue Ohtani        | Gema Carballedo       | Carolina Araya       |
| Sonoko Suzuki       | Naoko Matsui       | Mercedes Espinosa     | Josefina Becerra     |
| Detective Takagi    | Wataru Takagi      | Alfredo Martínez      | Sergio Aliaga        |
| Heiji Hattori       | Ryo Horikawa       |                       | Luciano Fox          |
| Kazuha Toyama       | Yuko Miyamura      |                       | Gigliola Mariangel   |
| Ai Haibara          | Megumi Hayashibara | Silvia Sarmentera     | Carmen Amadori       |
| Kaito Kid           | Kappei Yamaguchi   |                       | Oscar Olivares       |
| Urashi Seiran       | Toshiko Fujita     |                       | Ariela Yuri          |
| Sergei Ovchinnikov  | Haruhiko Jo        |                       | Marco Antonio Espina |
| Shiro Suzuki        | Fumio Matsuoka     |                       | Mario Olguín         |
| Makoto Nishino      | Mitsuru Miyamoto   |                       | Daniel Streeter      |
| Shoichi Inui        | Chikao Otsuka      |                       | Rubén González       |
| Natsumi Kosaka      | Emi Shinohara      |                       | Cecilia Valenzuela   |
| Shintaro Chaki      | Nobuo Tanaka       |                       | Sandro Larenas       |
| Kuranosuke Sawabe   | Eisuke Yoda        |                       | Sandro Larenas       |
| Ginzo Nakamori      | Unsho Ishizuka     |                       | Andrés Skoknic       |
| Ryo Sagawa          | Hōchū Ōtsuka       |                       | Cristian Lizama      |

## La película en el mundo
| #  | País           | Título                                              | Estreno                 |
| -- | -------------- | --------------------------------------------------- | ----------------------- |
| 1  | Alemania       | Detektiv Conan: Der Magier des letzten Jahrhunderts | 28 de enero de 2008     |
| 2  | Cataluña       | El detectiu Conan: L'ultim mag del segle            | 13 de abril de 2009     |
| 3  | Estados Unidos | Case Closed: The Last Wizard of the Century         | 17 de julio de 2009     |
| 4  | Japón          | Meitantei Conan: Seiki matsu no majutsushi          | 17 de abril de 1999     |
| 5  | Francia        | Détective Conan: Le Magicien de la fin du siècle    | 19 de marzo de 2008     |
| 6  | Italia         | Detective Conan: L'ultimo mago del secolo           | 29 de diciembre de 2005 |
| 7  | Corea del Sur  | 명탐정 코난: 세기말의 마술사                        |                         |
| 8  | Taiwán         | 名偵探柯南-世紀末的魔術師                           | 25 de agosto de 1999    |
| 9  | España         | Detective Conan: El último mago                     | ?                       |
| 10 | Galicia        | O detective Conan: O derradeiro mago do século      | 5 de julio de 2013      |
| 11 | Latinoamérica  | Detective Conan: El mago de fin de siglo            | 5 de marzo de 2014      |